# 長尾魷
長尾魷為長尾魷科（學名：Joubiniteuthidae）長尾魷屬下的單型種。牠們屬於罕見的小型魷魚，生存於全球熱帶及亞熱帶地區的海洋中層帶至半深海帶。
長尾魷的最近親為同樣外型奇特的巨鰭魷屬。牠們的目擊記錄多來自美國的施密特海洋研究所，但首次目擊則是來自2003年美國國家海洋暨大氣總署針對夏威夷群島西北部海域的一次勘查，該次勘查所拍攝的影片被認為是迄今為止長尾魷於自然棲息地中品質最佳的錄像之一。

## 命名學
長尾魷的屬名學名「Joubiniteuthis」得名自法國動物學家路易斯·朱班。

## 描述
長尾魷的第一至第三對腕較長，具有六列小吸盤。習性仍然不明，但科學家推測，牠們會於海洋深處延展觸腕，等待獵物游入捕捉範圍內。目前已知的個體外套膜長度可達9 cm（3.5英寸）。

## 外部連結
- 頭足綱資料庫（CephBase）： 長尾魷
- Tree of Life web project: Joubiniteuthis portieri （页面存档备份，存于）